# Rio Grande de Tárcoles
Le Rio Grande de Tárcoles, ou Rio Tárcoles est l'un des cours d'eau les plus longs du  Costa Rica, situé dans la région du Pacifique.
Il prend naissance sur les pentes au sud de la Cordillère volcanique centrale, et s’écoule en direction du golfe de Nicoya. Le fleuve a une longueur de 111 km et son bassin hydrographique couvre une superficie de 2 121 km², dans laquelle réside environ 50% de la population du pays.
La rivière sert de limite nord au parc national de Carara. Elle est un habitat du crocodile américain, tandis que ses rives, à son embouchure, abritent une cinquantaine d'espèces d'oiseaux : de nombreux canards et échassiers, le savacou huppé, le héron tigre, l'Œdicnème bistrié, les courlis.  Dans la mangrove de Guacalillo se voient le tyran du Panama, le viréo des mangroves, la paruline jaune, le martin-pêcheur nain....Sans oublier l'ara rouge.
Des reptiles, tels que le crocodile américain, les alligators, le basilic et les grands iguanes, sont couramment observés dans les environs du fleuve.

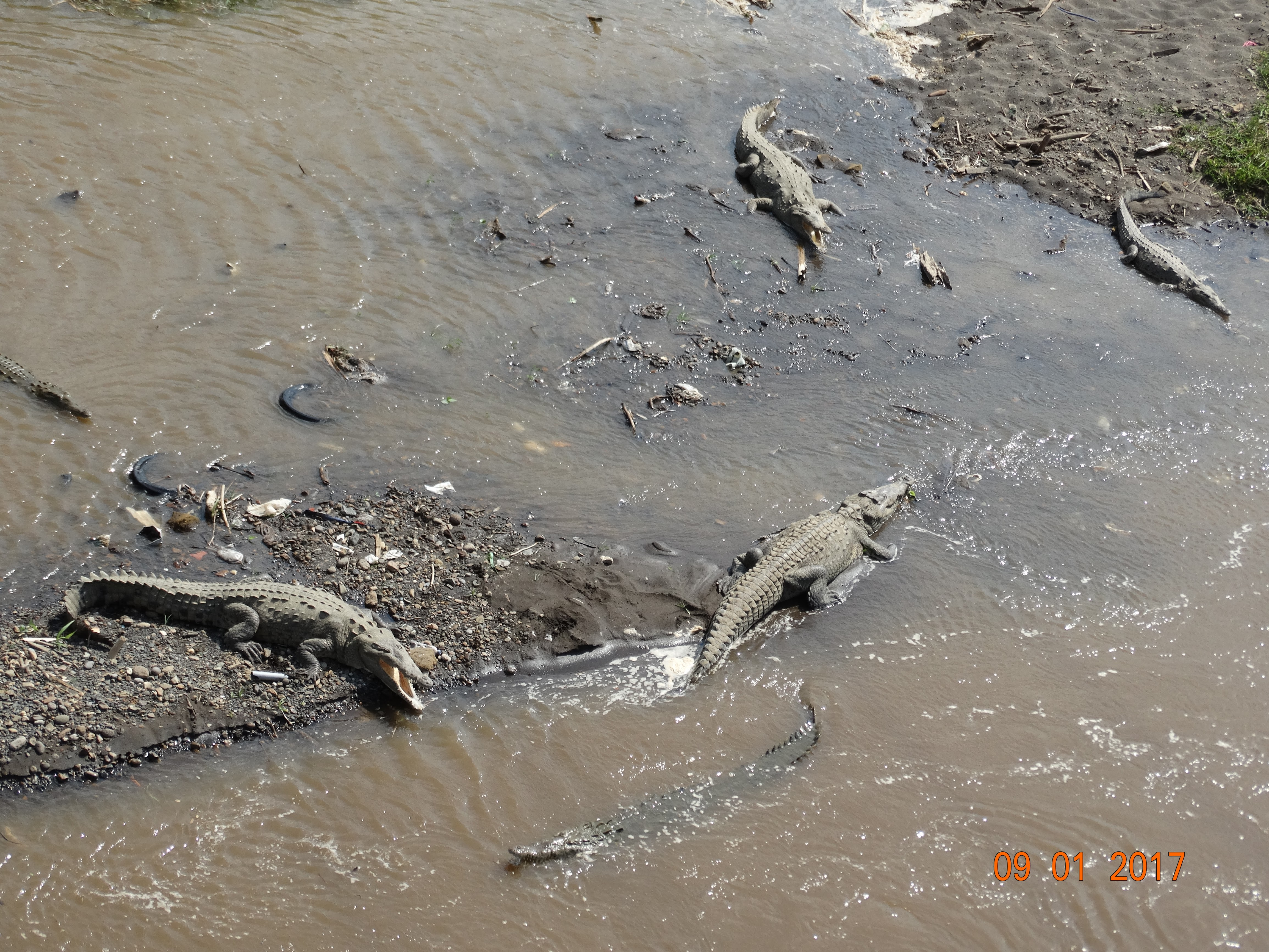
Les crocodiles du Rio Tárcoles
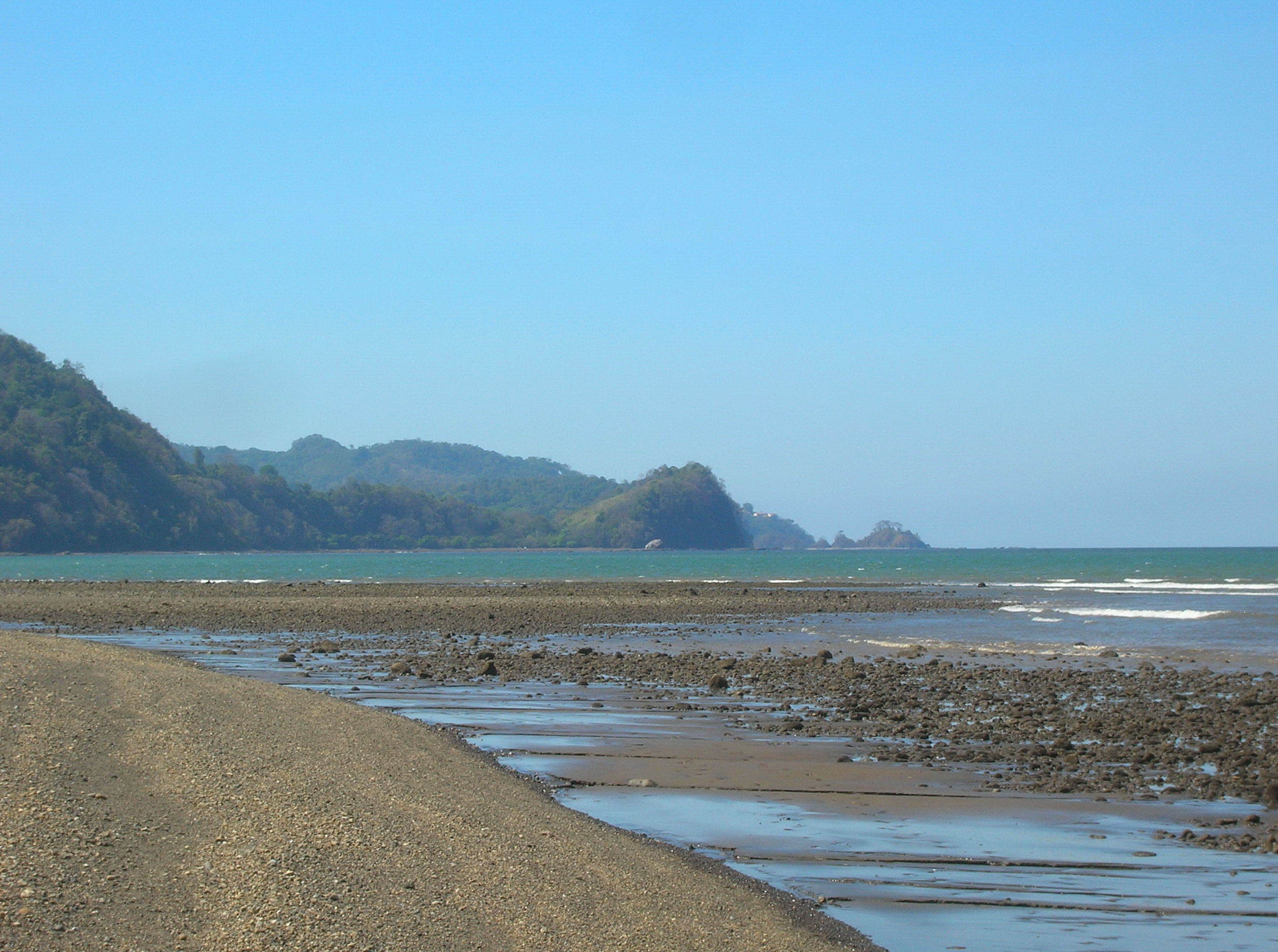
L'embouchure du Rio Tárcoles
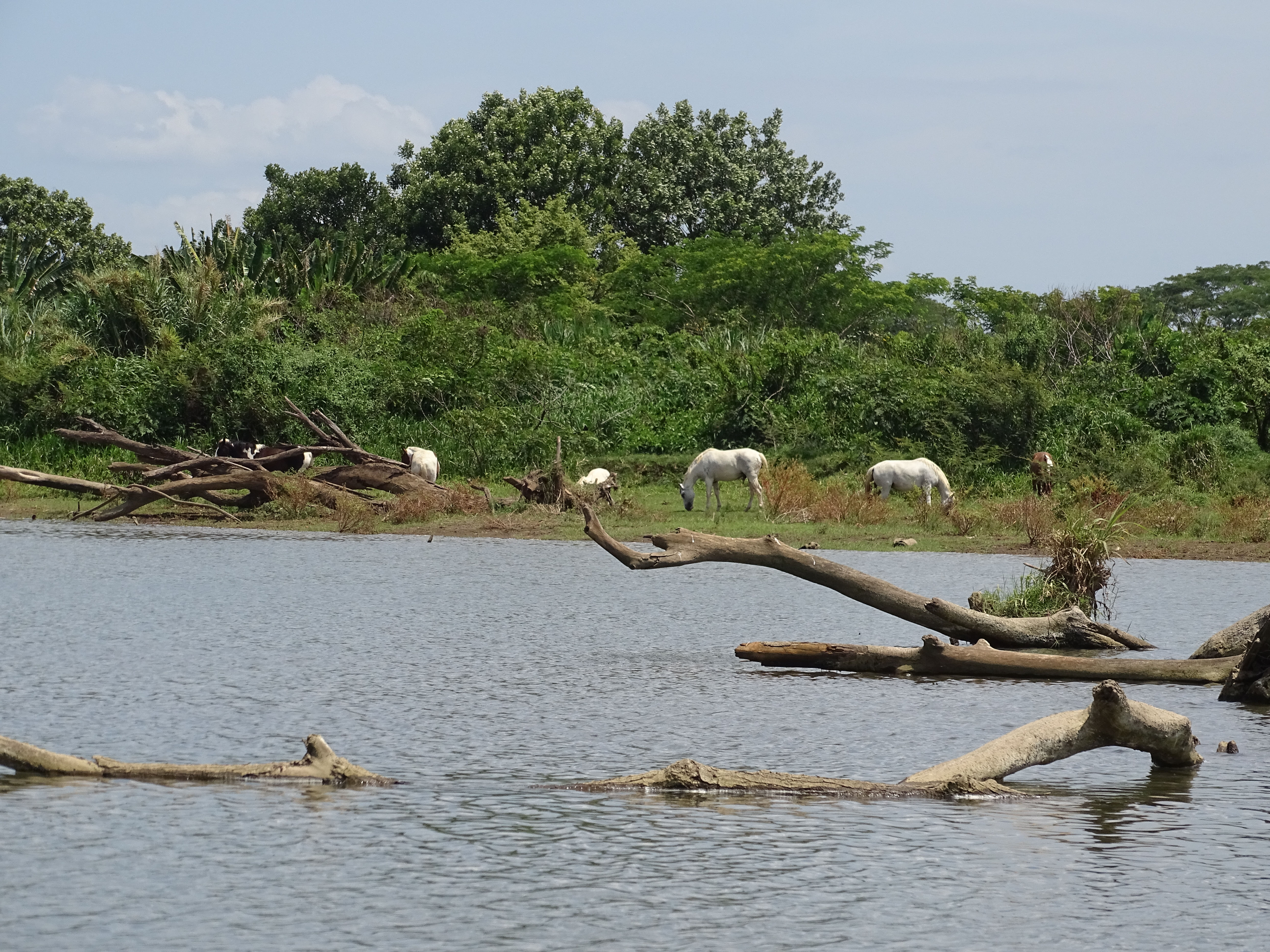
Les rives du Rio Tárcoles
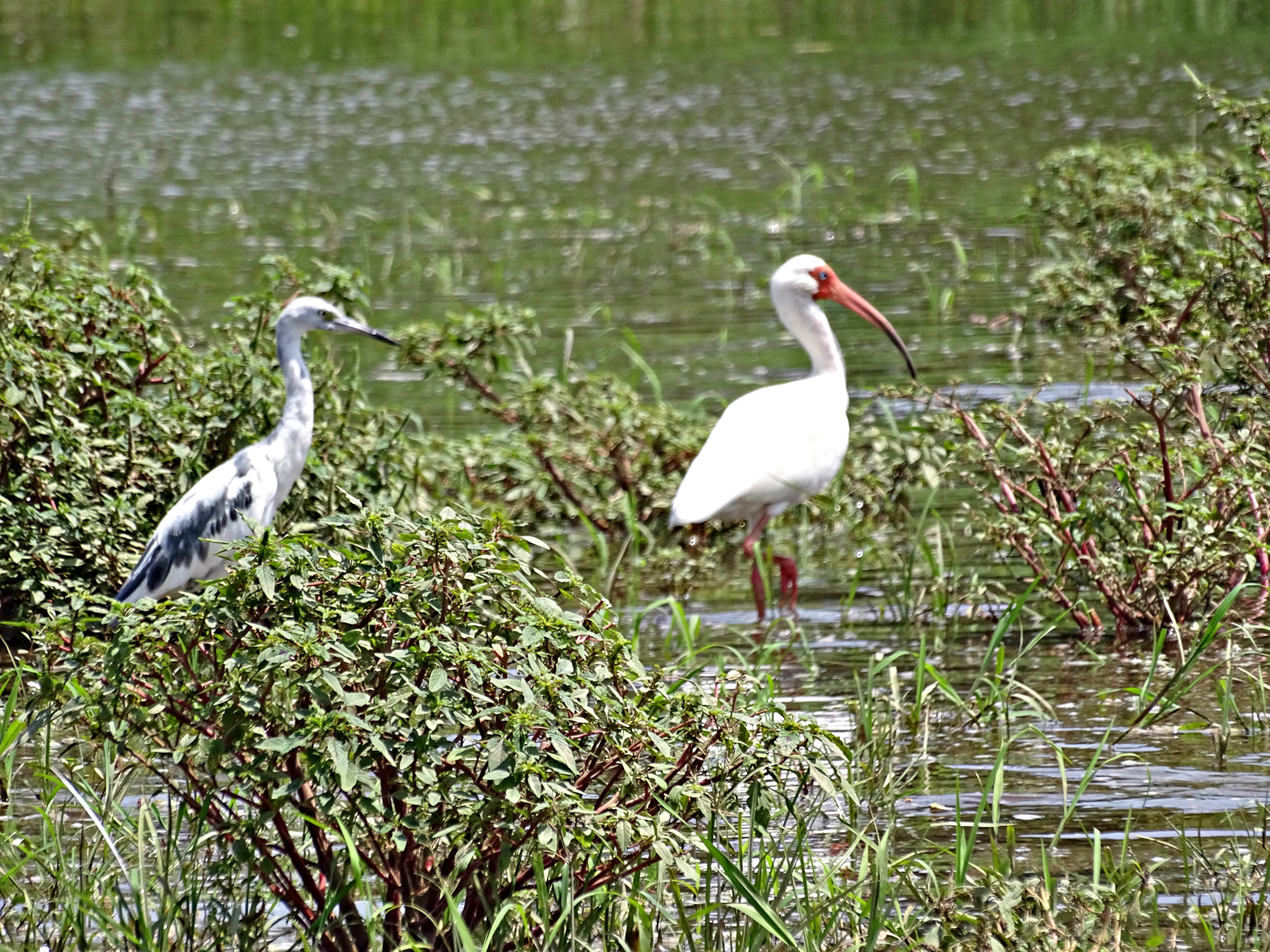
Aigrette bleue juvénile et ibis blanc sur le Rio Tárcoles
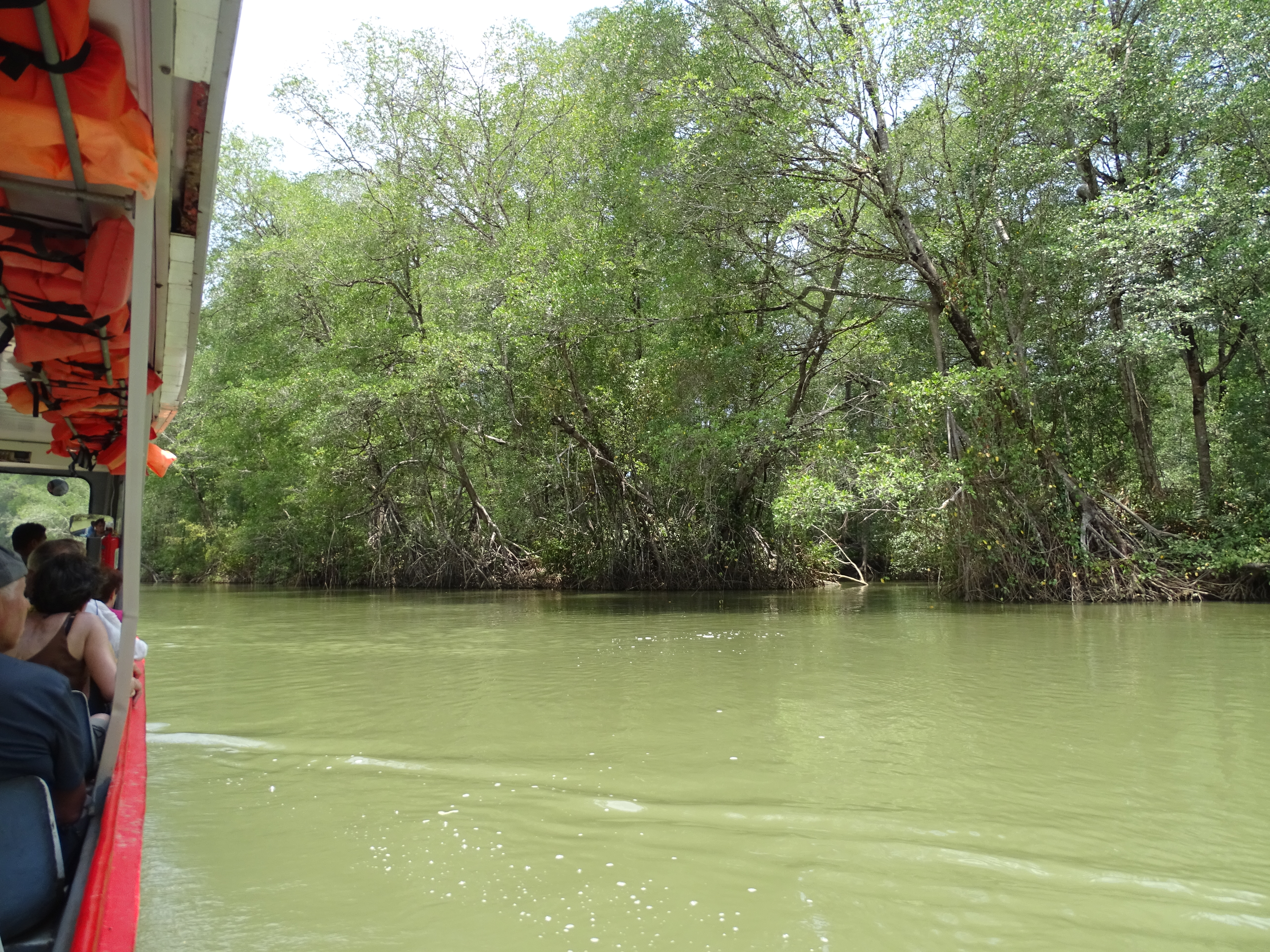
Mangrove de Guacalillo

## Environnement
Tout en étant une grande attraction touristique par ses crocodiles et sa riche faune aviaire, le Rio Tárcoles est l’un des fleuves les plus pollués du Costa Rica, car s'y déversent une grande partie des égouts des villes du centre du Costa Rica, notamment par son affluent le Rio Virilla. Les matières organiques et des déchets industriels non traités sont ainsi drainés par le fleuve.